# Solrallfåglar
Solrallfåglar (Eurypygiformes) är en nyligen beskriven ordning som omfattar de båda arterna solrall (Eurypyga helias) och kagu (Rhynochetos jubatus) som placeras i var sin familj Eurypygidae och Rhynochetidae.

## Systematik
De båda arterna har tidigare ofta placerats i ordningen tran- och rallfåglar (Gruiformes), men detta har alltid ansetts vara preliminärt. I vissa avseenden, rent morfologiskt är de lika hägrar men detta verkar bero på konvergent evolution på grund av liknande levnadsförhållanden. Närmaste släkting till kagun är istället en annan gåtfull fågel som också placerats i ordningen tran- och rallfåglar, nämligen solrallen. Molekylära studier indikerar att dessa båda arter är sina närmsta nu levande släktingar. Tillsammans verkar de två arterna bilda en liten evolutionär utvecklingslinje från Gondwana som kanske också omfattar den utdöda familjen Aptornithidae och/eller familjen mesiter (Mesitornithidae), och vars släktskap med Gruiformes är oklar. Noterbart är att kagu, solrallen och mesiterna har puderdun. På grund av detta placeras dessa kagun och solrallen idag ofta i den egna ordningen Eurypygiformes